# Hard techno
Hard techno je pravac elektronske glazbe; 'prateći' je stil hardcorea, New beat i techna od početka 1990-ih do danas.

## Razvoj
Hardcore (oldschool) je 1992. evoluirao na ondašnji darkside (kasnije evoluirao u jungle) i happy hardcore, a tvrđi zvuk i schranz nastali su kao zasebni stilovi favorizirani od strane određenih hardcore ili techno (cca. 140-160 BPM) DJ-a i (glazbenih) producenata. Prijelazni originalno škotski zvuk zvan bouncy techno, 1993. poprimio je obilježja detroitskog techna i hardcore-a, a još više karakteristika značajnije je poprimio sredinom 1990-ih od Happy hardcore-a raširen ponajprije u Velikoj Britaniji, Italiji i Nizozemskoj. Kako su se iz hardcorea razvijali različiti glazbeni pravci, većinom brži i 'žešći' od oldschool-a, hardtechno 2000-ih godina sve se više miješa s ostalim stilovima klub-kulture u DJ setovima i vrlo rijetko usporava ispod 140 BPM-a.

## Obilježja glazbene produkcije
Hard techno generički je termin za glazbu karakterističnu između hardcore-a i techna, a ističe se kombinacijom bas bubnja (engl. bassdrum) uzorka (engl. sample-a) u regularnom i kompresiranom (tvrđem) obliku.  Kvalitetna je izvedba u kojoj vremensko držanje (engl. hold) ne prelazi 1/2 pulsa (engl. beat-a) kako bi visokofrekventni uzorak (npr. hi-hat), bio samostalno naglašen na 'srednjem' koraku (engl. step) naspram bas bubnja; za razliku od većine hardcore stilova, gdje bas bubanj može prelaziti cijeli beat tako da se kraj starog stapa s početkom novog pozicioniranog uzorka na početku beata. Brzina se kreće od aproksimalnih 150 BPM-a naviše. Generalna manja kompleksnost ritma, nadopunjuje se naglašenijim uzorcima 'srednje' frekvencije (cca. 400 - 12 000 Hz) sa svrhom ukupnog postizanja tvrđeg zvuka.

## vanjske povezice
mp3 za download:
- 'Poslušaj'
- Robert Roxxor  Arhivirana inačica izvorne stranice od 5. siječnja 2007. (Wayback Machine)

## wikipovezice
- Hardcore techno
- hard house
- glazbena produkcija